# Martti Miettunen

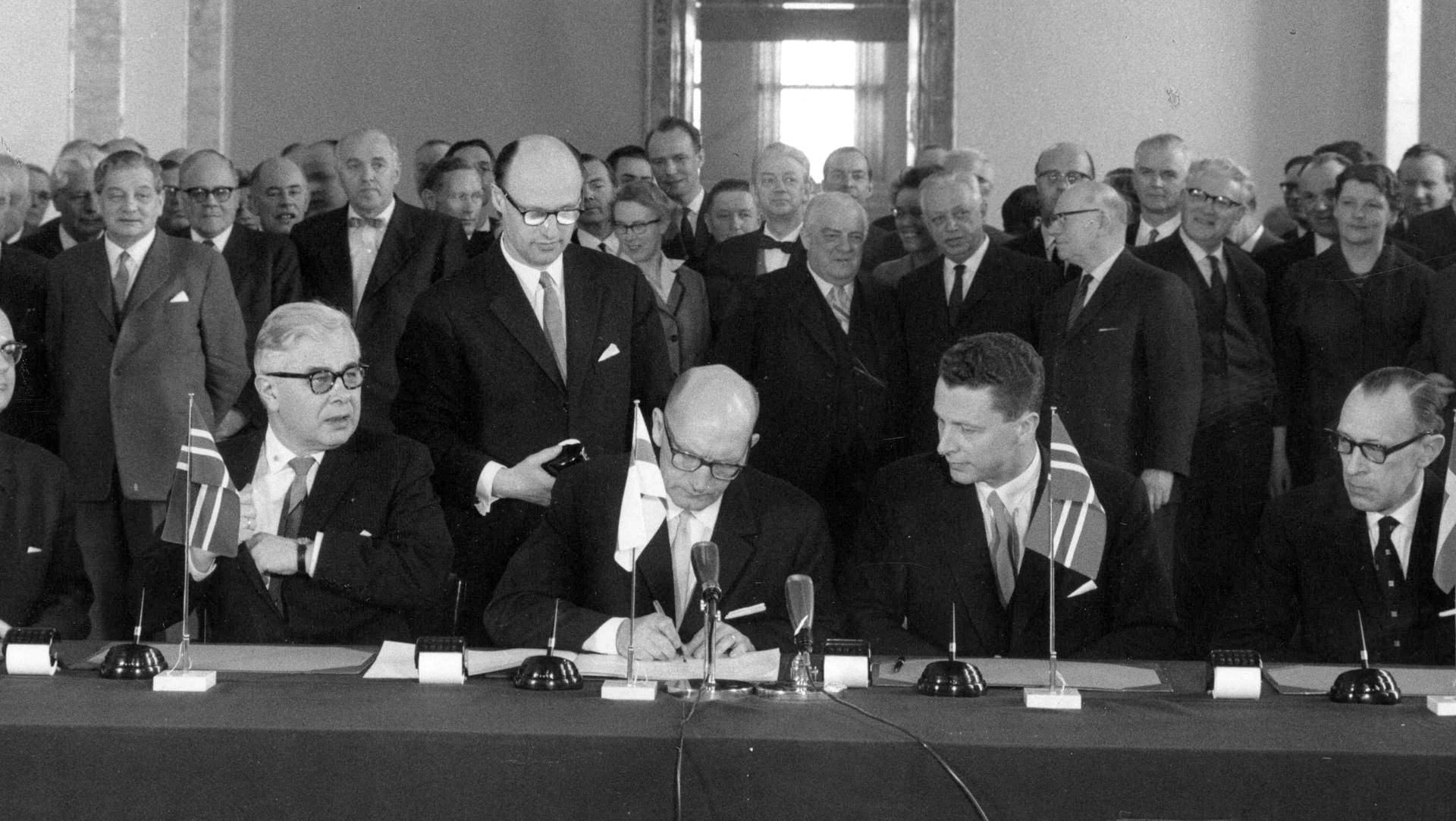
Podpisanie traktatu w Helsinkach (1962). Od lewej: Bjarni Benediktsson, Martti Miettunen, Helge Sivertsen i Herman Kling

Martti Juhani Miettunen (ur. 17 kwietnia 1907 w Simo, zm. 19 stycznia 2002 w Helsinkach) – fiński polityk, wielokrotny minister, w latach 1961–1962 i 1975–1977 premier Finlandii stojący na czele trzech gabinetów.

## Życiorys
Absolwent nauk rolnych, pracował w organach administracji rolnej. Zaangażował się w działalność Unii Agrariuszy, przekształconej później w Partię Centrum. W latach 1945–1958 zasiadał w fińskim parlamencie (Eduskuncie). Od 1958 do 1973 sprawował urząd gubernatora prowincji Laponia.
Martti Miettunen wielokrotnie obejmował stanowiska rządowe. W latach 1950–1951 był ministrem transportu i robót publicznych w rządzie, na czele którego stał Urho Kekkonen. Następnie do 1953 pełnił funkcję ministra rolnictwa w trzech kolejnych gabinetach tego premiera. W 1954 był przez kilka miesięcy ministrem transportu i robót publicznych u Ralfa Törngrena. Urho Kekkonen po powrocie na urząd premiera również powierzył mu ten resort (1954–1956). W rządzie Karla-Augusta Fagerholma był ponownie ministrem rolnictwa (1956–1957). Tekę tę utrzymał w powołanym w 1957 gabinecie Jussiego Sukselainena, jednak po kilku miesiącach przeszedł na urząd ministra finansów (również sprawowany przez kilka miesięcy). Powrócił do rządu w 1958 jako minister rolnictwa w kolejnym rządzie Karla-Augusta Fagerholma (1958). Resortem tym również kierował od 1968 do 1970 w gabinecie, na czele którego stał Mauno Koivisto.
Od lipca 1961 do kwietnia 1962 po raz pierwszy pełnił funkcję premiera. Na czele fińskiego rządu stał również od listopada 1975 do maja 1977, przy czym we wrześniu 1976 doszło do powołania jego kolejnego gabinetu.